# 김상홍
김상홍(金相鴻, 1923년 12월 17일 ~ 2010년 5월 23일)은 대한민국의 기업인이자 전 삼양그룹 명예회장이었다. 서울에서 태어났다.

## 학력
- 1941년 서울경복중학교 졸업
- 1943년 보성전문학교 상과 졸업
- 1945년 와세다 대학교 법학 수료
- 2006년 고려대학교 대학원 경제학 명예박사

## 경력
- 1953년 3월 ~ 1975년 1월 : 삼양사 대표이사 사장
- 1968년 ~ 1971년 : 대한제당협회 회장
- 1969년 ~ 1975년 : 동아일보 이사
- 1969년 ~ 1998년 : 경방 이사
- 1975년 2월 ~ 1988년 2월 : 삼양사 대표이사 회장
- 1983년 ~ 1993년 : 전국경제인연합회 부회장
- 1993년 : 고려중앙학원 이사
- 1996년 : 삼양사 명예회장
- 1999년 : 양영회, 수당장학회 이사장
- 1999년 9월 ~ 2010년 5월 : 삼양그룹 명예회장
- 2001년 : 하서기념회 이사장

## 가족 관계
- 아버지: 김연수(金秊洙, 1896년 8월 25일 ~ 1979년 12월 4일) 삼양그룹 창업자.
- 아내: 차부영(車富榮, 1927년 1월 19일 ~ 2015년 2월 25일) 
  - 장인: 차준담
- 첫째 딸: 김유주(金有珠, 1950년 10월 2일 ~ )
  - 사위: 윤영섭(尹榮燮, 1947년 3월 8일 ~ )- 고려대학교 경영학과 교수.
- 첫째 아들: 김윤(金鈗, 1953년 2월 24일 ~ )- 삼양사 대표이사 회장
  - 며느리: 김유희(金惟姬, 1960년 7월 2일 ~ )
- 둘째 아들: 김량(金亮, 1955년 6월 1일 ~ )- 삼양제넥스 대표이사 사장
  - 며느리: 장영은(張令恩, 1960년 2월 10일 ~ )
- 둘째 딸: 김영주(金令珠, 1958년 10월 16일 ~ )

## 참고 자료
- 네이버 인물검색[깨진 링크(과거 내용 찾기)]